# Feldgendarmerie

Stabsskylt för Feldgendarmerie.

Feldgendarmerie var de uniformerade polisenheterna i den kejserliga armén och Wehrmacht. Feldgendarmerie ägde bestånd 1866–1918 och 1933–1945 och hade bland annat till uppgift att gripa desertörer och utöva gränskontroll. I slutet av andra världskriget arkebuserade Feldgendarmerie tusentals soldater som flydde de framryckande Västallierade och Röda armén. Flera medlemmar i dessa enheter ställdes inför domstol i Nederländerna för bland annat mord på civilia.

## Bilder

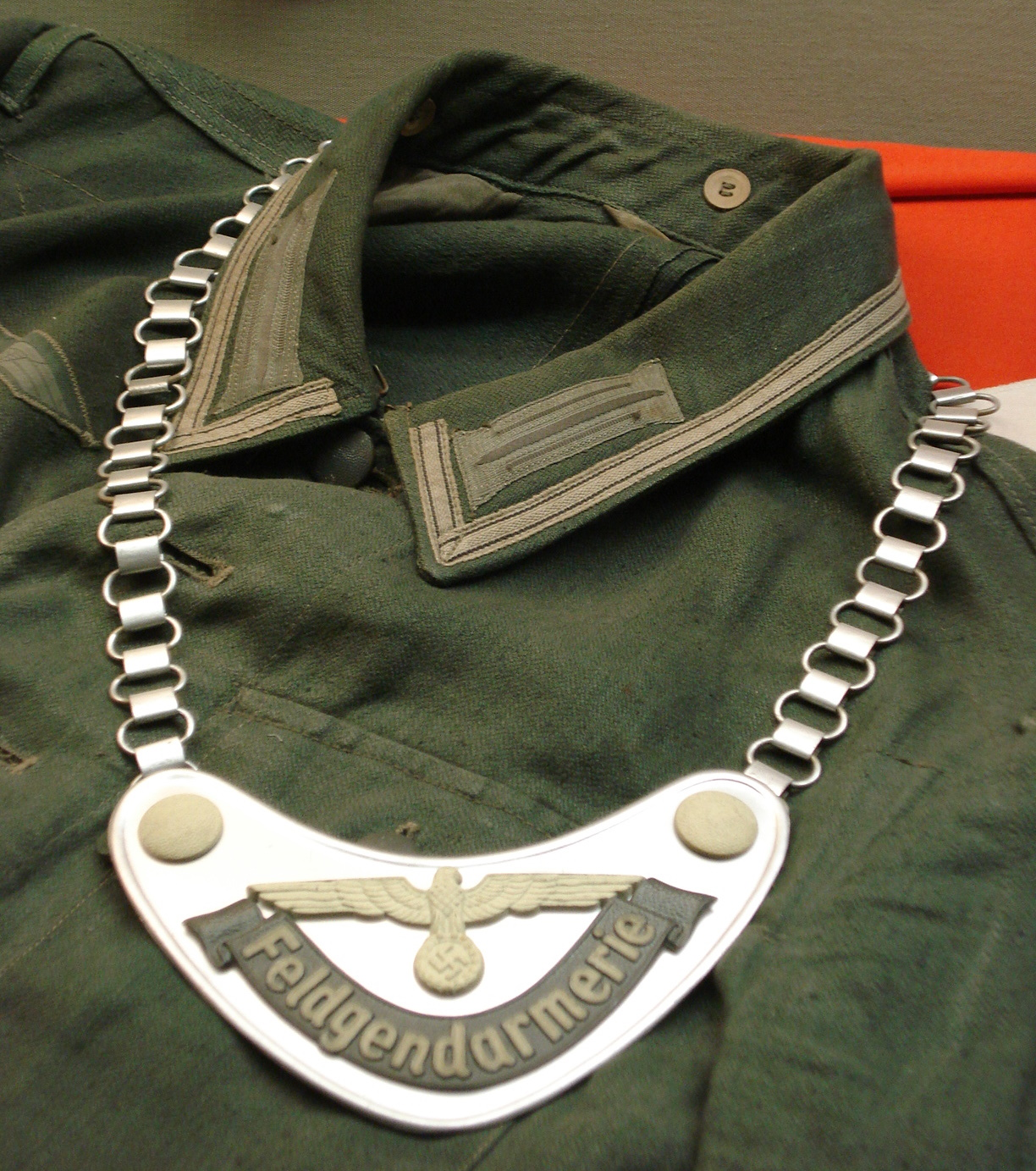
Wehrmacht-uniform med vaktbricka för Feldgendarmerie. Kedjan gav upphov till öknamnet "Kettenhunde" (tyska: vakthundar).
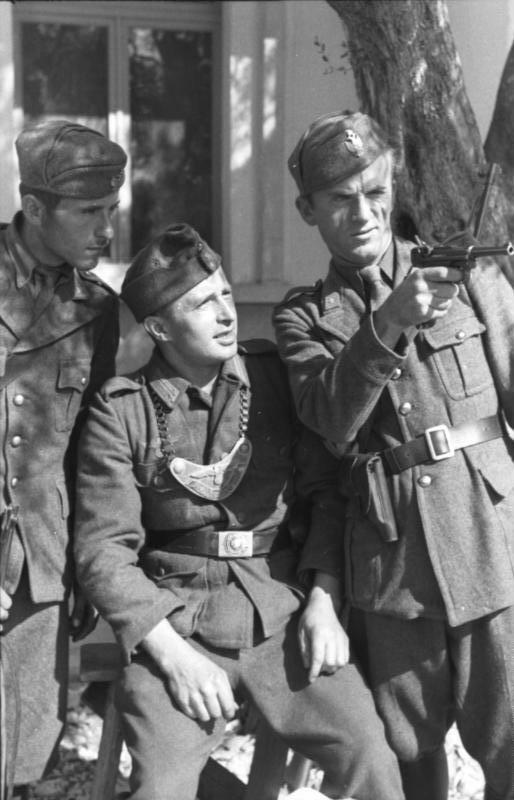
Fältgendarm med italienska soldater i Albanien 1943.
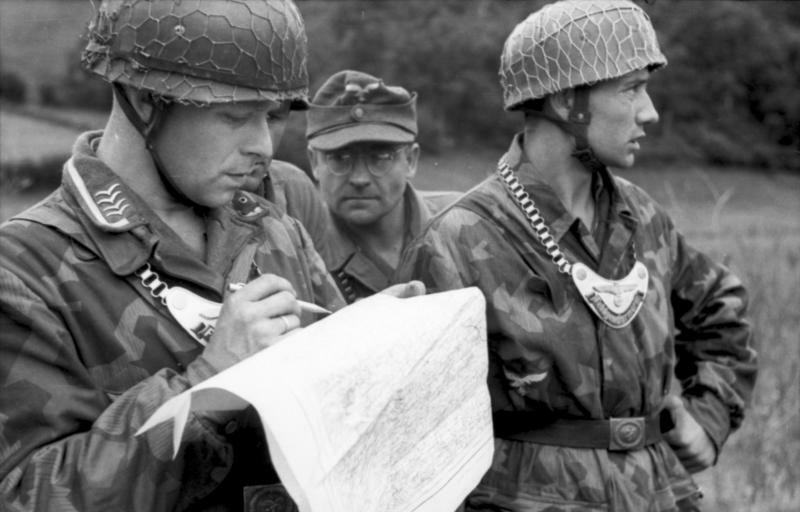
Fältgendarmer från Luftwaffe i Normandie 1944.
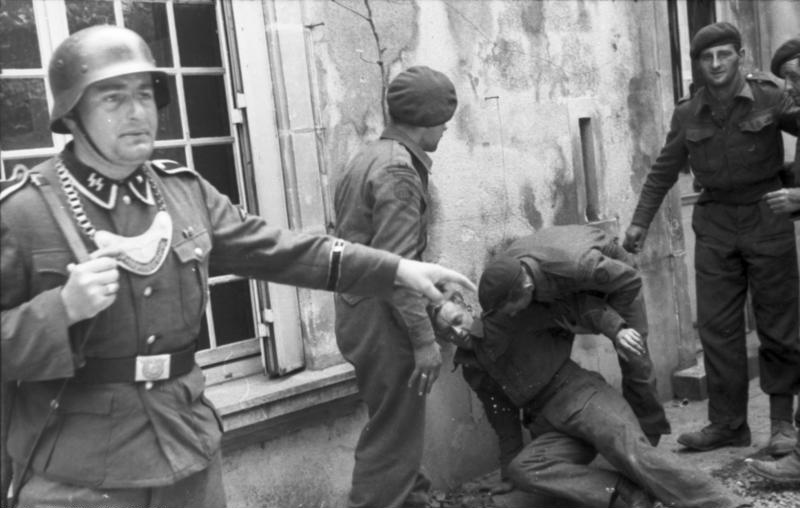
Fältgendarm från Waffen-SS bevakar engelska krigsfångar i Normandie 1944.

### Webbkällor
- ”Army Feldgendarmerie” (på engelska). German Military Police. Arkiverad från originalet den 31 januari 2012. https://www.webcitation.org/656IvtFlJ?url=http://home.mweb.co.za/re/redcap/germany.htm. Läst 31 januari 2012.